# Stachytarpheta speciosa
Stachytarpheta speciosa là một loài thực vật có hoa trong họ Cỏ roi ngựa. Loài này được Pohl ex Schauer miêu tả khoa học đầu tiên năm 1847.